# Президентские выборы в Республике Корея (2025)
Досрочные президентские выборы 2025 года в Республике Корея прошли 3 июня после вынесения импичмента президенту Юн Сок Ёлю 14 декабря 2024 года.
Изначально проведение очередных выборов было запланировано на 2027 год.
Согласно конституции Республики Корея, если президент Юн Сок Ёль уходит в отставку или отстраняется от должности Конституционным судом, в течение 60 дней должны быть проведены внеочередные президентские выборы. Эти президентские выборы стали девятыми с момента демократизации и создания Шестой республики. Согласно конституции страны, президент ограничен одним пятилетним сроком полномочий, поэтому Юн Сок Ёль не имел права баллотироваться на второй срок.

## Предыстория
На президентских выборах 2022 года победу одержал кандидат от партии «Сила народа» и бывший генеральный прокурор Юн Сок Ёль. Конкуренцию ему составил член «Демократической партии» и бывший губернатор провинции Кёнгидо Ли Чжэ Мён, уступивший Юну всего 0,73 % голосов. Администрация Юн Сок Ёля имела низкие рейтинги одобрения и с трудом добивалась реализации своей программы, поскольку парламент контролировался оппозиционной «Демократической партией». На парламентских выборах в 2024 году оппозиция вновь сохранила большинство.
После продолжавшегося конфликта между президентом и оппозиционным парламентом, Юн Сок Ёль ввёл 3 декабря 2024 года военное положение. Однако оппозиция, имевшая большинство в Национальном собрании, проголосовала за снятие режима военного положения, чему президент подчинился. Впоследствии все шесть оппозиционных партий представили предложение об импичменте президенту Юну по обвинению в мятеже.
7 декабря голосование по первому предложению об импичменте не набрало необходимых двух третей голосов, так как правящая «Сила народа» (СН) бойкотировала голосование. Оппозиция в ответ заявила, что будет добиваться импичмента еженедельно. После голосования лидер СН Хан Дон Хун заявил, что президент Юн согласился уйти в отставку, в то время как премьер-министр Хан Док Су немедленно приступит к управлению государственными делами до «организованной отставки» Юна. 10 декабря «Сила народа» заявила, что обсуждает возможность досрочной отставки Юна уже в феврале 2025 года из-за продолжающихся беспорядков после введения военного положения. Внеочередные выборы планировалось провести в апреле или мае 2025 года. Однако 12 декабря в телеобращении к нации президент Юн попытался оправдать введение военного положения и отказался уходить в отставку. Это привело к расколу в правящей партии по поводу следующего голосования по импичменту.
14 декабря 2024 года президент Юн был подвергнут импичменту Национальным собранием со второй попытки. Парламент проголосовал 204 голосами «за» из 300 законодателей. Окончательное решение об отстранении президента оставалось за Конституционным судом, которому на принятие решения отдавалось до шести месяцев. 27 декабря Национальное собрание 192 голосами «за» проголосовало за отрешение от должности премьер-министра Хан Док Су, который исполнял обязанности президента. Новым исполняющим обязаности президента был назначен первый заместитель премьер-министра Чхве Сан Мок. Однако 24 марта 2025 года Конституционный суд отклонил импичмент, восстановив Хан Док Су в должностях премьер-министра и исполняющего обязанности президента. 4 апреля Конституционный суд единогласно поддержал импичмент Юна, тем самым окончательно отстранив его от должности.
1 мая исполняющий обязанности президента Хан Док Су подал в отставку, чтобы баллотироваться в президенты на выборах. Вслед за ним, за несколько минут до голосования Национального собрания об импичменте, в отставку подал министр финансов Чхве Сан Мок, который должен был вновь принять на себя исполнение обязанностей президента. В связи с этим временным главой государства стал министр образования Ли Джу Хо.

## Электоральная система
Президент Республики Корея избирается по системе относительного большинства в один тур на срок пять лет. Действующие и бывшие президенты не имеют права баллотироваться на переизбрание.
Так как данные выборы являются досрочными, победитель вступит в должность на следующий день после выборов, 4 июня 2025 года, без создания президентского переходного комитета и будет находиться в должности в течение следующих пяти лет до 3 июня 2030 года.

## Ключевые даты
- 4 апреля 2025 года — подтверждена причина проведения выборов, открыта предварительная регистрация кандидатов;
- до 4 мая государственным служащим, баллотирующимся на пост президента, необходимо уйти в отставку;
- 11 мая — окончание регистрации кандидатов;
- 12 мая — старт предвыборной кампании;
- с 20 по 24 мая пройдёт заграничное голосование;
- 29 и 30 мая — досрочное голосование;
- 2 июня — окончание предвыборной кампании;
- 3 июня — день голосования[15][16][17].

## Ход кампании

### «Демократическая партия»
Свои кандидатуры на праймериз выдвинули 4 человека: бывший член Национального собрания Ким Ду Гван (7 апреля), губернатор Кёнгидо Ким Дон Ён (9 апреля), член Национального собрания и ушедший в отставку с поста председателя партии ради участия в выборах Ли Чжэ Мён (10 апреля), бывший губернатор Кёнсан-Намдо Ким Кён Су (13 апреля).
На данных выборах впервые за 23 года были изменены правила проведений внутрипартийных праймериз «Демократической партии». Если раньше кандидаты избирались исключительно голосованием членов партии, то на этот раз кандидат будет избран путём объединения голосов членов партии, платящих членские взносы (50 %), и опросов общественного мнения (50 %). 18 апреля в знак несогласия с новыми правилами Ким Ду Гван снял свою кандидатуру, но пообещал помочь своей партии победить на президентских выборах.
По результатам голосования с 16 по 19 апреля в центральном регионе страны Чхунчхондо, Ли Чжэ Мён одержал убедительную победу, получив поддержку в 88,15 %. За ним следовали губернатор провинции Кёнгидо Ким Дон Ён с 7,54 % и бывший губернатор провинции Кёнсан-Намдо Ким Кён Су с 4,31 %. С 17 по 20 апреля голосование проходило на юго-востоке — в Йоннаме, где Ли Чжэ Мён закрепил своё лидерство, получив 90,81 %. Ким Кён Су получил 5,93 %, а Ким Дон Ён — 3,26 %. С самого начала кампании поддержка Ли по всей стране продолжала расти, когда в опросе Realmeter, проводившемся с 16 по 18 апреля, он возглавил список кандидатов с результатом 50,2 %, впервые превысив отметку в 50 процентов. На втором месте за ним следовал бывший министр труда Ким Мун Су из партии «Сила народа» с 12,2 %. 26 апреля Ли Чжэ Мён одержал убедительную победу в юго-западном регионе Хонам, набрав 88,69 % голосов. Следовавшие за ним Ким Дон Ён и Ким Кён Су набрали 7,41 % и 3,90 % соответственно. 27 апреля Ли Чжэ Мён был официально объявлен кандидатом в президенты от «Демократической партии», получив поддержку 89,77 % избирателей. Ким Дон Ён оказался на втором месте с 6,87 %, а Ким Кён Су набрал 3,36 %. В предвыборной кампании либерал Ли сталкивается с проблемой обращения к центристам и улучшения своего неблагоприятного имиджа среди колеблющихся избирателей. Хотя он сохраняет сильную базу поддержки, ему ещё предстоит добиться значительных успехов среди центристов, которые отвернулись от подвергнутой импичменту администрации Юна. Кроме того, юридические проблемы остаются большой проблемой для него, так как Верховный суд ускорил рассмотрение обвинений в нарушении избирательного законодательства против Ли. Вероятность, что решение будет вынесено до голосования 3 июня, резко выросла. 30 апреля Верховный суд постановил, что апелляционный суд допустил ошибку в толковании, и отправил дело на новое рассмотрение. Критики обвинили судебную систему, попытавшуюся заблокировать участие в выборах самому популярному кандидату, в политизации, в то время как другие утверждали, что суд действовал ответственно, учитывая срочность перед голосованием 3 июня.
1 мая Верховный суд отменил оправдательный приговор по делу Ли, отправив дело обратно в высший суд на новое рассмотрение в Высокий суд Сеула. «Демократическая партия», ряд юристов и судей раскритиковали решение Верховного суда, принятое незадолго до выборов. «Демократическая партия» также вынесла на внутреннее рассмотрение вопрос об импичменте председателя Верховного суда Чо Хи Дэ, однако в результате решила отложить его на крайний случай. Высокий суд Сеула запланировал первое слушание на 15 мая. Партия призвала суд отложить пересмотр вердикта, пообещав в противном случае использовать все свои полномочия для предотвращения «судебного переворота». 7 мая Высокий суд Сеула отложил слушание по делу Ли Чжэ Мёна на 18 июня, чтобы «обеспечить справедливую обстановку для предвыборной кампании кандидата и избежать любых споров относительно беспристрастности судебного разбирательства».
Всю избирательную кампанию Ли Чжэ Мён провёл в бронежилете, а на некоторых его предвыборных митингах был задействован спецназ. Повышенные меры безопасности свзаны с высоким уровнем угроз в его адрес, включающих в себя в том числе сообщения о возможном покушении с помощью снайперского оружия. За год до этих выборов на Ли уже было совершенно покушение, когда он получил серьёзное ножевое ранение в шею.
Предвыборные обещания Ли заключаются в снижении экономического неравенства и стимулировании экономического роста за счёт инвестиций. Он также надеется укрепить дипломатические отношения с Соединёнными Штатами и Японией. Ли Чжэ Мён также пообещал перенести Офис президента и Национальное собрание в город Седжон, сделав его административной столицей страны. 18 мая на Национальном кладбище в Кванджу после церемонии, посвященной 45-й годовщине продемократического движения, Ли Чжэ Мён заявил о планах внести поправки в конституцию. Он выступил за четырёхлетнее президентство с возможностью однократного переизбрания и систему второго тура президентских выборов. Кроме того, он предложил ограничить право вето президента на законопроекты, касающиеся случаев коррупции или уголовных обвинений против самого президента или его семьи, а также создать такую систему, при которой введение военного положения будет требовать одобрения Национального собрания в течение 24 часов — в противном случае объявление будет признано недействительным. Помимо этого, поправки будут включать в себя назначение премьер-министра осуществляющееся по рекомендации парламента, реорганизацию Совета по аудиту и инспекции Кореи, а также внесение в преамбулу «демократического духа 18 мая», связанного с восстанием в Кванджу.
Помощники и советники бывшего мэра Тэгу Хон Джун Пхё, который учувствовал в праймериз «Силы народа», перешли в стан кандидата Ли Чжэ Мёна, пообещав работать над избранием его президентом. Поддержку Ли Чжэ Мёну выразили депутат Ким Сан Ук, перешедший из «Силы народа» в «Демократическую партию», бывший лидер «Партии новых реформ» Хо Ын А, а также бывший депутат от «Партии новых реформ» Мун Бён Хо. О своей поддержке кандидата Ли также заявила «Группа поддержки Пак Кын Хе».
23 мая Ли Чжэ Мён встретился с бывшим президентом Мун Чжэ Ином.

### «Сила народа»

#### Праймериз
К 15 апреля 11 человек зарегистрировались для участия во внутрипартийных праймериз. Однако максимальное число кандидатов было снижено до 8 человек, хотя ранее в праймериз могли участвовать 12 кандидатов, проходивших через три тура голосования. К 16 апреля были определены имена 8 участников праймериз партии «Сила народа»: член Национального собрания Ан Чхоль Су (выдвинувшийся 8 апреля), бывший министр занятости и труда Ким Мун Су (9 апреля), губернатор Кёнсан-Пукто Ли Чхоль У (9 апреля), мэр Инчхона Ю Джон Бок (9 апреля), бывший министр юстиции и бывший лидер партии Хан Дон Хун (10 апреля), член Национального собрания На Гён Вон (11 апреля), бывший член Национального собрания и бывший лидер партии «Надежда Кореи» Ян Хян Чжа (13 апреля) и мэр Тэгу Хон Джун Пхё (14 апреля).
С 20 по 22 апреля партия проводила опросы общественного мнения, по результатам которых во второй тур вышли Ким Мун Су, Хан Дон Хун, Хон Джун Пхё и Ан Чхоль Су. Поражение На Гён Вон связали с низкой поддержкой среди населения, несмотря на поддержку внутри партии, а также с защитой введения Юн Сок Ёлем военного положения 3 декабря 2024 года. Ян Хян Чже не хватило партийной поддержки, так как она присоединилась к партии незадолго до проведения праймериз. Ю Джон Бок был малоизвестен за пределами своего региона, как и Ли Чхоль У, который помимо этого проявлял лояльность Юн Сок Ёлю. Из прошедших во второй тур четырёх кандидатов двое, Хан Дон Хун и Ан Чхоль Су, выступили за выход из партии экс-президента Юна.
29 апреля стало известно, что Ким Мун Су и Хан Дон Хун вышли в третий тур, после того как никто из кандидатов не получил большинства голосов во втором туре. При этом рейтинги и процент голосов каждого претендента не разглашались, как и во время первого тура праймериз. Выбор таких кандидатов показал, что в партии существует раскол, поскольку Ким выступал против импичмента бывшего президента Юн Сок Ёля, а Хан его поддерживал. После своего поражения Хон Джун Пхё заявил, что уйдёт на пенсию, завершив свою 30-летнюю политическую карьеру. Между тем усилились слухи о возможном выдвижении своей кандидатуры исполняющим обязанности президента Хан Док Су. Все кандидаты от «Силы народа», кроме Хан Дон Хуна, заявили о готовности объединиться с ним в борьбе против Ли Чжэ Мёна.
3 мая «Сила народа» объявила, что в третьем туре праймериз победу одержал Ким Мун Су, получив поддержку в 56,53 %, обойдя кандидата Хан Дон Хуна, который получил 43,47 % голосов.

#### Участие Хан Док Су
С самого начало предвыборной кампании исполняющий обязанности президента и премьер-министр Хан Док Су отказывался отвечать на вопрос о своём участии в выборах, отвечая: «Без комментариев». Это породило слухи, что он планирует до 4 мая покинуть свой пост для выдвижения на выборах президента. Кандидаты, учувствовавшие в праймериз партии «Сила народа», согласились с идеей о возможном объединении усилий с Ханом. Неоднозначную позицию занял только Хан Дон Хун, назвавший заявления своих конкурентов по праймериз пораженчеством. СМИ сообщали, что Хан тихо сформировал небольшую, но преданную команду по проведению кампании, состоящую в основном из доверенных помощников в канцелярии премьер-министра. Весь апрель он вёл активную деятельность, посещая производства, мероприятия и ведя переговоры о тарифах с администрацией Трампа. Так, он выступил с речью о бюджетной политике в Национальном собрании, что стало первой речью исполняющего обязанности главы государства с 1979 года, а выражая утешение семьям погибших при исполнении служебных обязанностей солдат и полицейских во время мероприятия на Национальном кладбище в Тэджоне, Хан прослезился. Временный президент посетил автопроизводителей и судостроителей, провёл совещание экономической целевой группы с главами ведущих конгломератов страны и посетил командование объединённых сил Республики Корея и США в Пхёнтхэке, провинция Кёнгидо. Эксперты охарактеризовали такие политические шаги как предвыборную кампанию. В конце апреля Хан Док Су звонил бывшему премьер-министру и основателю «Демократической партии нового будущего» Ли Нак Ёну с просьбой об ужине. Предполагалось, что Хан пытался заручиться поддержкой бывших премьер-министров демократов Ли Нак Ёна и Чон Се Гюна, а также основателя «Партии новых реформ» Ли Джун Сока.
29 апреля руководитель аппарата премьер-министра Сон Ён Тхэк, подал в отставку, предположительно, чтобы возглавить кампанию премьер-министра Хана по избранию в президенты. 1 мая исполняющий обязанности президента и премьер-министр Хан Док Су подал в отставку, поклявшись взять на себя «большую ответственность». 2 мая Хан официально выдвинул свою кандидатуру. В этот же день он попытался посетить Национальное кладбище 18 мая в Кванджу, где похоронены жертвы продемократического восстания 1980 года. Однако там его встретили разгневанные протестующие, недовольные приездом консервативного политика. Когда Хан попытался войти на кладбище, один из участников митинга ударил его по голове плакатом. Столкнувшись с сильным сопротивлением и противостоянием, которое длилось около 20 минут, Хан в конечном итоге отдал дань уважения у входа на кладбище, прежде чем покинуть его.
Хан Док Су пообещал в случае избрания внести поправки в Конституцию, чтобы ввести два президентских срока по четыре года и передать часть полномочий президента премьер-министру. После этого, через три года, пообещал уйти в отставку для проведения досрочных президентских выборов одновременно с очередными парламентскими в 2028 году.

#### Попытка объединения консерваторов
Ожидалось, что два ведущих консервативных кандидата Хан Док Су и Ким Мун Су объединятся для выдвижения единой кандидатуры, но не добились большого прогресса в этом.
После выдвижения Ким Мун Су от «Силы народа», его позиция по объединению с Хан Док Су претерпела изменения. Во время праздничного мероприятия 5 мая в честь Дня рождения Будды, Хан трижды предложил Киму провести встречу, определив конкретное время и место, но Ким лишь сухо ответил: «Да, да». После этого «Сила народа» решила созвать заседание национального комитета партии для определения мнений членов по вопросу объединения. В ответ Ким обвинил руководство партии в отсутствии поддержки своего же кандидата. 6 мая Ким Мун Су приостановил свою предвыборную кампанию и вернулся в Сеул в связи «с попыткой руководства партии вытеснить» его от принятия решений. Затем он заявил, что проведёт личную встречу с Ханом 7 мая в 18:00. Однако ни встреча 7 мая, ни последующие встречи 8 и 9 мая так и не привели к какому-либо результату. 7 мая лидер фракции «Силы народа» Квон Сон Дон объявил о начале голодовки, а сторонники Ким Мун Су подали иск в суд с целью получения судебного запрета в адрес партии на проведение съезда, на котором руководители «Силы народа» хотели узнать мнения членов об объединении. В этот же день Хан Док Су заявил, что не станет регистрироваться в качестве кандидата, если не будет достигнуто соглашение с «Силой народа» о единой кандидатуре. 9 мая Южный окружной суд Сеула отклонил ходатайство Кима о судебном запрете, требующее, чтобы он был официально признан кандидатом от партии.
10 мая «Сила народа» начала процесс замены кандидата. Для этого партия созвала чрезвычайный комитет и орган по управлению выборами, чтобы начать процесс принятия решений об отмене избрания Кима в качестве кандидата от партии, членстве Хана в партии и других связанных с этим вопросах. Ким раскритиковал действия руководства партии: «Политический переворот произошёл глубокой ночью». Он также подал ходатайство в Южный окружной суд Сеула с просьбой вынести запретительное постановление в адрес партии по вопросу об отзыве его кандидатуры. Все три кандидата праймериз, прошедшие во второй тур вместе с Кимом, осудили действия руководства партии по замене кандидата. В ночь на 11 мая в результате голосования, проведённого среди членов партии, смена кандидата была отклонена. Ким Мун Су был восстановлен в качестве кандидата в президенты от «Силы народа», а временный лидер партии Квон Ён Се принёс извинения за созданное замешательство и подал в отставку, вновь передав управление партией Квон Сон Дону. Хан Док Су заявил, что принимает волю народа и членов партии.
Хан Док Су и Хан Дон Хун фактически отстранились от кампании Ким Мун Су и отказались занимать какие-либо должности в его избирательном комитете. Кроме того, помощники и советники бывшего мэра Тэгу Хон Джун Пхё перешли в стан кандидата Ли Чжэ Мёна, пообещав работать над избранием его президентом. 17 мая, после многократных призывов как внутри партии, так и со стороны, бывший президент Юн Сок Ёль покинул ряды партии «Сила народа», чтобы своим антирейтингом не мешать кандидату Киму. Сам же Ким Мун Су посетил кладбище жертв Восстания в Кванджу, где его встретили рассерженные протестующие, потребовавшие от него покинуть кладбище. За день до этого его партия назначила постоянным советником избирательной кампании Кима бывшего министра национальной обороны Чон Хо Ёна, который был командующим спецназом при хунте Чон Ду Хвана и был ключевой фигурой, подавившей демократическое движение в Кванджу. Всего через 5 часов назначение было отозвано.
24 мая Ким Мун Су нанёс визит вежливости бывшему президенту Пак Кын Хе, а 27 мая встретился с бывшим президентом Ли Мён Баком.

### Третьи силы

#### «Корейская инновационная партия»
27 апреля 2025 года «Корейская инновационная партия» поддержала кандидата в президенты от «Демократической партии» Ли Чжэ Мёна.

#### «Партия новых реформ»
18 марта глава избирательного комитета «Партии новых реформ» Хам Ик Бён объявил, что депутат и основатель партии Ли Джун Сок был выбран кандидатом на пост президента, получив одобрение 92,8 % членов партии.

#### «Прогрессивная партия»
Свои кандидатуры выдвинули бывший член Национального собрания Кан Сон Хи (8 апреля) и бывший член Национального собрания, а также лидер «Прогрессивной партии» Ким Джэ Ён (9 апреля)
С 15 по 19 апреля проходило онлайн-голосование среди всех членов партии, по результатам которого Ким Джэ Ён получила 63,85 % голосов, а Кан Сон Хи — 36,15 % голосов. Ким была избрана кандидатом от партии. 9 мая снялась с выборов в пользу Ли Чжэ Мёна.

#### «Конференция солидарности за социальные преобразования»
«Партия справедливости», «Зелёная партия», «Трудовая партия» и несколько профсоюзов договорились провести открытые предварительные выборы и выдвинуть кандидата под лозунгом «Социальная трансформация». Свои кандидатуры выдвинули лидер «Партии справедливости» Квон Ён Гук (14 апреля) и 11-й председатель Корейской конфедерации профсоюзов Хан Сан Гюн (также 14 апреля). 30 апреля в ходе голосования победу одержал Квон Ён Гук, получивший поддержку 70,47 % голосов выборщиков, против 29,53 % у Хан Сан Гюна. Выдвижение состоялось от «Партии справедливости», так как она хоть и не получила мест на последних парламентских выборах, однако получила поддержку более 3 % от общего числа действительных голосов по стране. Это позволяет кандидату в президенты от данной партии участвовать в телевизионных дебатах вместе с кандидатами от «Демократической партии», «Силы народа» и «Партии новых реформ».
5 мая «Партия справедливости» решила изменить своё название на «Демократическую рабочую партию» на период президентских выборов.
Квон Ён Гук в своей программе пообещал полную «ликвидацию повстанческих сил» после кризиса военного положения и импичмента Юна. Он отказался от призывов объединить свою кампанию с кандидатом от «Демократической партии» Ли Чжэ Мёном, заявив, что «независимая прогрессивная политика должна продолжаться». Квон также пообещал принять антидискриминационный закон и работать над созданием равноправного общества без пробелов. Как «уличный адвокат», Квон сыграл важную роль в решении Верховного суда 2015 года о легализации профсоюза трудящихся-мигрантов и пообещал пересмотреть иммиграционную систему Кореи.

#### «Демократическая партия нового будущего»
Бывший премьер-министр и основатель «Демократической партии нового будущего» Ли Нак Ён выдвинул свою кандидатуру 28 апреля. Изначально Хан Док Су пытался заручиться поддержкой Ли и 6 мая состоялась встреча двух бывших премьер-министров, в ходе которой они согласились сотрудничать в продвижении поправок в конституцию. 10 мая Ли решил не баллотироваться и не поддержал ни одного из кандидатов. 27 мая Ли Нак Ён поддержал кандидата от «Силы народа» Ким Мун Су, чтобы не допустить «чудовищной диктатурой» Ли Чжэ Мёна. Бывший депутат от «Демократической партии нового будущего» Ян Со Ён раскритиковал Ли Нак Ёна за поддержку кандидата партии, ответственной за введение военного положения, и покинул ряды партии. Бывший сопредседатель Подготовительного комитета по созданию «Демократической партии нового будущего» Син Чон Хён также вышел из партии в знак несогласия с Ли Нак Ёном.

#### «Либеральная партия объединения»
29 апреля на съезде «Либеральной партии объединения» свои кандидатуры выдвинули ультраправый пастор Чон Кван Хун, адвокат Гу Джу Ва, бывший журналист Сон Сан Дэ и бывший депутат Ли Чон Хёк. Пастор Чон Кван Хун не смог баллотироваться из-за дисквалификации до 2029 года, связанной с обвинительным вердиктами по ряду уголовных дел. 9 мая в качестве кандидата был выбран Гу Джу Ва, адвокат бывшего министра национальной обороны Ким Ён Хёна. 18 мая Гу Джу Ва снял свою кандидатуру с выборов

### Независимые
9 апреля 2025 года бывший премьер-министр и исполняющий обязанности президента Республики Корея Хван Гё Ан объявил о выдвижении своей кандидатуры на президентские выборы. Хван официального зарегистрировался в качестве независимого кандидата 11 мая. 1 июня Хван Гё Ан снял свою кандидатуру с выборов, поддержав Ким Мун Су.
Независимый кандидат Сон Джин Хо официально зарегистрировался 11 мая. В регистрационной информации Сона было отмечено, что в общей сложности он имел 17 уголовных судимостей.

## Кандидаты
| № | № | Кандидат                                              | Слоган                                                                                                   | Должности | Субъект выдвижения      | Субъект выдвижения             | Поддержка                      | Поддержка                      | Примечания                                                                                        |
| --- | - | ----------------------------------------------------- | --- | --- | ----------------------- | ------------------------------ | ------------------------------ | ------------------------------ | ------------------------------------------------------------------------------------------------- |
| 1 | 1 | Ли Чжэ Мён кор. 이재명 род. 8 декабря 1963 (61 год)   | «Отныне настоящая Республика Корея» (кор. 이제부터 진짜 대한민국)                                        | Член Национального собрания (с 2022) Лидер Демократической партии (2022—2025) Губернатор Кёнгидо (2018—2021) Мэр Соннама (2010—2018) |                         | Демократическая партия         |                                | Корейская инновационная партия | Анонсировал: 10 апреля Выдвинут: 27 апреля Зарегистрирован: 10 мая                                |
| 1 | 1 | Ли Чжэ Мён кор. 이재명 род. 8 декабря 1963 (61 год)   | «Отныне настоящая Республика Корея» (кор. 이제부터 진짜 대한민국)                                        | Член Национального собрания (с 2022) Лидер Демократической партии (2022—2025) Губернатор Кёнгидо (2018—2021) Мэр Соннама (2010—2018) | Прогрессивная партия    | Демократическая партия         |                                |                                | Анонсировал: 10 апреля Выдвинут: 27 апреля Зарегистрирован: 10 мая                                |
| 2 | 2 | Ким Мун Су кор. 김문수 род. 27 августа 1951 (73 года) | «Ким Мун Су, новый честный и порядочный лидер Республики Корея» (кор. 새롭게 대한민국 정정당당 김문수)   | Министр занятости и труда (2024—2025) Губернатор Кёнгидо (2006—2014) Член Национального собрания (1996—2006)                         |                         | Сила народа                    | Сила народа                    | Сила народа                    | Анонсировал: 9 апреля Выдвинут: 3 мая Зарегистрирован: 11 мая                                     |
| 3 | 4 | Ли Джун Сок кор. 이준석 род. 31 марта 1985 (40 лет)   | «Выбор, открывающий будущее, новый президент» (кор. 미래를 여는 선택 새로운 대통령)                      | Член Национального собрания (с 2024) Лидер «Партии новых реформ» (2024) Лидер партии «Сила народа» (2021—2022)                       |                         | Партия новых реформ            | Партия новых реформ            | Партия новых реформ            | Выдвинут: 18 марта Зарегистрирован: 10 мая                                                        |
| 4 | 5 | Квон Ён Гук кор. 권영국 род. 15 августа 1963 (61 год) | «Давайте изменим неравный мир!» (кор. 갈아엎자! 불평등 세상)                                             | Лидер «Демократической рабочей партии» (с 2024)                                                                                      |                         | Демократическая рабочая партия |                                | Трудовая партия                | Анонсировал: 14 апреля Выдвинут: 30 апреля Зарегистрирован: 10 мая                                |
| 4 | 5 | Квон Ён Гук кор. 권영국 род. 15 августа 1963 (61 год) | «Давайте изменим неравный мир!» (кор. 갈아엎자! 불평등 세상)                                             | Лидер «Демократической рабочей партии» (с 2024)                                                                                      | Зелёная партия          | Демократическая рабочая партия |                                |                                | Анонсировал: 14 апреля Выдвинут: 30 апреля Зарегистрирован: 10 мая                                |
| 4 | 5 | Квон Ён Гук кор. 권영국 род. 15 августа 1963 (61 год) | «Давайте изменим неравный мир!» (кор. 갈아엎자! 불평등 세상)                                             | Лидер «Демократической рабочей партии» (с 2024)                                                                                      | Профсоюзные организации | Демократическая рабочая партия |                                |                                | Анонсировал: 14 апреля Выдвинут: 30 апреля Зарегистрирован: 10 мая                                |
| — | 6 | Гу Джу Ва кор. 구주와 род. 23 января 1980 (45 лет)    | «Ментальные и политические перемены в Кванхвамуне!» (кор. 광화문 정신 정치 교체!)                        | Юрист, адвокат бывшего министра национальной обороны Ким Ён Хёна                                                                     |                         | Либеральная партия объединения | Либеральная партия объединения | Либеральная партия объединения | Анонсировал: 29 апреля Выдвинут: 9 мая Зарегистрирован: 10 мая Снял свою кандидатуру: 18 мая      |
| — | 7 | Хван Гё Ан кор. 황교안 род. 15 апреля 1957 (68 лет)   | «Будущее для молодёжи через искоренение фальсификаций на выборах» (кор. 부정선거 척결로 청년에게 미래를) | Исполняющий обязанности президента (2016—2017) Премьер-министр (2015—2017)                                                           |                         | Независимый                    | Независимый                    | Независимый                    | Анонсировал: 9 апреля Выдвинулся: 16 апреля Зарегистрирован: 11 мая Снял свою кандидатуру: 1 июня |
| 5 | 8 | Сон Джи Хо кор. 송진호 род. 28 марта 1968 (57 лет)    | «Сначала экономика, потом политика!» (кор. 선경제, 후정치!)                                              | Политик |                         | Независимый                    | Независимый                    | Независимый                    | Анонсировал: 30 апреля Выдвинулся: 3 мая Зарегистрирован: 11 мая                                  |
| Примечание: Номер кандидатам присваивается в соответствии количеством мест партии в Национальном собрании. Первый номер у кандидата партии, имеющей наибольшее количество мест и так далее. Однако символ под номером 3 остался вакантным, поскольку «Корейская инновационная партия», третья по величине партия в парламенте, не выдвинула кандидата. |   |                                                       | | |                         |                                |                                |                                |                                                                                                   |

## Дебаты кандидатов

### Основные
| Тема | Ли Чжэ Мён | Ким Мун Су | Ли Джун Сок | Квон Ён Гук |
| --- | --- | --- | --- | --- |
| Тема | Теледебаты 18 мая 2025 года в 20:00 (KST) Пути преодоления низкого экономического роста и оживления народного хозяйства, торговая стратегия в эпоху Трампа и меры по укреплению национальной конкурентоспособности. | | | |
| Экономическая политика | Призвал к государственному инвестиционному толчку, особенно в области искусственного интеллекта, зелёной энергетики, региональных инновационных центров и культурной индустрии: «Важно оперативно реализовать дополнительный бюджет, чтобы восстановить средства к существованию простых людей и стимулировать внутреннюю экономику». | Подчеркнул важность дерегулирования, снижения налогов и реформы труда для стимулирования найма в частном секторе. Предложил создать новое агентство по реструктуризации регулирования: «Лучший способ победить низкий экономический рост — убрать правительство с дороги». | Указал на структурную неэффективность и отсутствие инноваций. Утверждал, что Корее нужно лидерство, способное управлять технологически движимой глобальной экономикой. | Подчеркнул проблему неравенства, утверждая, что экономический рост должен идти рука об руку со справедливостью для рабочих и маргинализированных сообществ.                                                                            |
| Тарифная война с США | Выступил за взвешенный, основанный на интересах Кореи подход в отношениях с США. Он подчеркнул ценность стратегического терпения, указав на Японию и Китай как на примеры стран, успешно применивших этот подход: «Нам нет необходимости брать на себя инициативу и торопиться с завершением переговоров досрочно». | Настаивал на скорейших переговорах с Трампом и проведении саммита с США сразу после вступления в должность: «Корея и США — союзники, разделяющие ценности свободы и демократии. Мы можем использовать это доверие для достижения хорошего соглашения». | Подчеркнул стратегическую согласованность, утверждая, что Корея должна согласовывать свою позицию не только с США: «Нам нужно укреплять доверие с Вашингтоном и прагматично управлять отношениями с Японией». | Занял самую конфронтационную позицию, осудив тарифную политику Трампа как «экономическую агрессию». Он предостерёг от любых уступок, которые могут навредить рабочим Кореи: «Это не обычные тарифы. Они хищнические и несправедливые». |
| Теледебаты 23 мая 2025 года в 20:00 (KST) Способы преодоления социальных конфликтов и интеграции, пенсионная и медицинская реформа в связи с переходом к сверхстареющему обществу, а также меры реагирования на климатический кризис. | | | | |
| Энергетика | Выступил против расширения ядерной энергетики, выразив обеспокоенность по поводу её безопасности и экономической эффективности. Призвал к масштабным инвестициям в солнечную и ветровую инфраструктуру, особенно в малонаселённых сельских районах, для соответствия мировым стандартам RE100. Также выступил за увеличение доли возобновляемых источников энергии и использование систем накопления энергии (ESS) и гидроэлектростанций с пульпой для удовлетворения будущих потребностей в энергии.                                               | Пообещал удвоить долю ядерной энергетики Кореи до 60 % в общем энергобалансе. Раскритиковал политику администрации Мун Чжэ Ина по отказу от ядерной энергетики и обвинил «Демократическую партию» в политизации энергетической политики в ущерб рабочим местам и инновациям. Утверждал, что перезапуск бездействующих ядерных реакторов может быстро увеличить долю ядерной энергетики, развеяв опасения по поводу длительных сроков строительства новых станций. Отверг возможность достижения целей RE100 исключительно за счет возобновляемых источников энергии. | Усомнился в надежности систем накопления энергии, сославшись на риск возгорания, связанный с системами хранения аккумуляторных батарей. | |
| Здравоохранение | Заявил о плане по расширению национального медицинского страхования с целью включения в него услуг по долгосрочному уходу, подчеркнув, что эта мера необходима для стареющего общества. | Подчёркивал необходимость пересмотреть более широкую структуру предоставления медицинских услуг, пообещав восстановить доверие посредством реформ, основанных на фактических данных, и более широких общественных консультаций. | Отверг идею Ли Чжэ Мёна как финансово безответственную популистскую раздачу денег. | |
| Пенсионная реформа | Защитил недавнее соглашение своей партии об установлении национальной ставки пенсионных взносов на уровне 13 % и ставки замещения на уровне 43 %, но заявил, что сейчас необходима структурная реформа по объединению национальных, базовых и профессиональных пенсий в устойчивую структуру. | Повторил призыв к переменам и пообещал провести второй раунд реформ, в котором примут участие представители молодежи. | Осудил всю структуру как несправедливость поколений. «По этой сделке каждый молодой кореец наследует долг в 30 миллионов вон. Мы должны разорвать этот цикл, прежде чем он разорвёт их». | |
| Теледебаты 27 мая 2025 года в 20:00 (KST) Меры по разрешению политической поляризации, политическая реформа и поправки к конституции, а также внешняя политика и политика в области безопасности.                                     | | | | |
| Общие споры | Критиковал Ким Мун Су за защиту «режима переворота». На возражения Кима спросил: «Если отправка войск в Национальное собрание и лишение граждан их прав не является мятежом, то что тогда является мятежом?» Он также не согласился с отказом Кима поддержать предложение Национального собрания, требующее, чтобы члены кабинета министров извинились за введение военного положения. Отверг обвинения Кима в коррупции как беспочвенные, заявив, что они вытекают из «сфабрикованных обвинений», выдвинутых прокурорами администрации Юн Сок Ёля. | Утверждал, что называть введение военного положения попыткой переворота до решения суда было преждевременным и вводящим в заблуждение. Переключил внимание на юридические проблемы Ли Чжэ Мёна, назвав его символом коррупции. Он выделил пять текущих судебных процессов с его участием. | Также раскритиковал Ли Чжэ Мёна, обвинив его в изменении устава партии, которое позволило обвиняемым политикам оставаться в руководстве партии. После дебатов вызвал множество споров из-за вопроса Квон Ён Гуку: «Если кто-то говорит, что хочет втыкать палочки для еды в женские гениталии, будет ли это считаться женоненавистничеством?» | Назвал заявление Ли Джун Сока женоненавистническим, отметив: «Я не понимаю, в чём цель этого вопроса». |
| Безопасность и внешняя политика | Пообещал развивать дипломатию в «прагматичном, всеобъемлющем и дальновидном» направлении, основываясь на альянсе Кореи и США, а также углубляя сотрудничество союзников с Японией в сфере безопасности. Подчёркивал необходимость «надлежащим образом» управлять отношениями с Китаем и Россией, одновременно стремясь к миру и стабильности на Корейском полуострове. | Предложил более жёсткий подход в отношениях с КНДР, раскритиковав режим Ким Чен Ына за угрозу жизни и имуществу людей ядерными и ракетными провокациями. | Предложил объединить министерства иностранных дел и объединения и создать новую должность заместителя премьер-министра, курирующего политику безопасности. Выступил за создание совместного южнокорейско-американского завода по производству снарядов.                                                                                       | Пообещал реформировать армию, назначив гражданского министра обороны, и искать активные пути установления мира на Корейском полуострове.                                                                                               |
| Политические реформы | Заявил, что пересмотрит Конституцию таким образом, чтобы ужесточить требования к введению военного положения, ограничить право вето президента и укрепить основные права народа. | Заявил, что будет стремиться к политике, которая объединит людей независимо от их благосостояния, политических предпочтений и региона. | Подчеркнул, что он является подходящим кандидатом для проведения конституционной реформы, отметив, как Франция добилась такой реформы благодаря президенту Франции Эммануэлю Макрону. | Заявил, что будет добиваться проведения конституционной реформы, которая запретит дискриминацию и будет способствовать изменениям в сферах труда, сельского хозяйства и изменения климата.                                             |
| Источники: 1, 2, 3, 4, 5, 6, 7. | | | | |

### Второстепенные
| Теледебаты 19 мая 2025 года в 22:00 (KST) Меры по преодолению низкого экономического роста и оживлению народной экономики, меры по преодолению социальных конфликтов и интеграции, а также политическая реформа, международная политика и безопасность. | | |
| Внутренняя политика | Отстаивал теорию заговора о фальсификациях на парламентских выборах 2020 и 2024 года в пользу оппозиции, посвятил значительную часть времени дебатов обсуждению вопроса фальсификации выборов. Призвал к роспуску Национальной избирательной комиссии. Поднял тему лишения любых льгот для китайцев: «В нашей стране проживает много китайцев. Наши люди фактически подвергаются дискриминации из-за тех льгот, которые мы им предоставляем». Также призвал провести конкурс стартапов и каждый день выплачивать победителю 1 миллиард вон. | Отверг заявление оппонента о фальсификациях на выборах, подчеркнув, что президент Юн Сок Ёль был отстранён от должности из-за своей веры в эту теорию заговора. Назвал призыв к роспуску Национальной избирательной комиссии радикальным. Обвинил Хвана в разжигании антикитайских настроений: «Не поощряйте дискриминацию и предрассудки в отношении многокультурных семей». Раскритиковал предложение Хвана о конкурсе стартапов, предложив сфокусироваться на средствах к существованию народа и преодолении национального кризиса банкротства. |
| Источники: 1. | | |

## Экзитполы
| Вещатель      | Ли Чжэ Мён     | Ким Мун Су | Ли Джун Сок | Квон Ён Гук | Сон Джи Хо |       |
| ------------- | -------------- | ---------- | ----------- | ----------- | ---------- | ----- |
| Вещатель      | KBS, MBC и SBS | 51,7 %     | 39,3 %      | 7,7 %       | 1,3 %      | 0,1 % |
| JTBC          | 50,6 %         | 39,4 %     | 7,9 %       | —           | —          |       |
| Channel A     | 51,1 %         | 38,9 %     | 8,7 %       | —           | —          |       |
| Источники: 1. |                |            |             |             |            |       |

## Результаты
| Кандидат                                       | Кандидат                 | Партия                         | Голосов          | %                |
| ---------------------------------------------- | ------------------------ | ------------------------------ | ---------------- | ---------------- |
|                                                | Ли Чжэ Мён               | Демократическая партия         | 17 287 513       | 49,42            |
|                                                | Ким Мун Су               | Сила народа                    | 14 395 639       | 41,15            |
|                                                | Ли Джун Сок              | Партии новых реформ            | 2 917 523        | 8,34             |
|                                                | Квон Ён Гук              | Демократическая рабочая партия | 344 150          | 0,98             |
|                                                | Сон Джи Хо               | Независимый                    | 35 791           | 0,10             |
|                                                | Гу Джу Ва                | Либеральная партия объединения | снял кандидатуру | снял кандидатуру |
|                                                | Хван Гё Ан               | Независимый                    | снял кандидатуру | снял кандидатуру |
|                                                |                          |                                |                  |                  |
| Действительных голосов                         | Действительных голосов   | Действительных голосов         | 34 980 616       | 99,27            |
| Недействительных голосов                       | Недействительных голосов | Недействительных голосов       | 255 881          | 0,73             |
| Всего голосов                                  | Всего голосов            | Всего голосов                  | 35 236 497       | 100              |
| Всего избирателей/явка                         | Всего избирателей/явка   | Всего избирателей/явка         | 44 391 871       | 79,38            |
| Источники: Национальная избирательная комиссия |                          |                                |                  |                  |

### Комментарии
1. ↑  Номер в бюллетене
2. ↑  «Труд, политика, люди», «Подготовительный комитет по содействию строительству трудовой партии», «Национальная ассамблея левых активистов за освобождение труда», «Путь к равенству, открытый трудящимися», «Корейская конфедерация профсоюзов», «Движение за изменение системы».
3. ↑  Поскольку регистрация кандидатов была завершена, а снятие с выборов было произведено до 25 мая, даты печати бюллетеней, имя Гу Джу Ва будет напечатано на бюллетенях, но в графе для голосования будет указано «снялся».